# 朱昌駿
朱 昌駿（チュ・チャンジュン、朝鮮語: 주창준、1924年3月15日 - 2015年7月17日）は、朝鮮民主主義人民共和国の政治家。元駐中国大使。1988年から2000年まで歴代最長の12年、対中外交の最前線に立ち、金日成主席と金正日国防委員会委員長の強い信頼を得ていた。

## 経歴
咸鏡南道の生まれ、ソビエト高等党学校を卒業し、駐フランス通商代表部副代表、駐スイス大使を歴任し、元ジャーナリストで、労働党の機関紙である労働新聞の会長、ジャーナリスト組合委員会の委員長も務めた。1959年に軍事休戦委員会北側代表を軍少将(一つ星)の階級で、1975年1月の南北赤十字会談の実務者会議の北代表、1985年7月の南北国会会談での予備連絡のための北代表団の長を務めた。1988年、前任の申仁夏の後任として、駐在中国大使となる。2015年に91歳で死去。